# 马攸木拉达坂
马攸木拉达坂 是位于瑪旁雍錯以东的山口，位于阿里地区普兰县。它是日喀则市和阿里地区的地理分界。
它也是西藏境內雅鲁藏布江的上游马泉河和朗钦藏布（象泉河）之间的分水岭。也是印度的两个大水系印度河系与布拉马普特拉河系的分水岭。